# Vinpearl Air
Vinpearl Air là một hãng hàng không Việt Nam đã đóng cửa. Hãng được thành lập và cấp Giấy chứng nhận người khai thác tàu bay (AOC), đăng ký kinh doanh ngày 22/04/2019 với tên chính thức Công ty cổ phần Hàng không Vinpearl Air, mã số thuế 0108712524, tiền thân là Công ty cổ phần Phát triển Du lịch VinAsia, một công ty con của Tập đoàn Vingroup.
Vinpearl Air tuyên bố đóng cửa, rút khỏi lĩnh vực kinh doanh vận tải hàng không vào ngày 14 tháng 01 năm 2020 khi chưa một lần cất cánh.

## Trụ sở
Trụ sở của hãng nằm tại: Tầng 2, khu phức hợp hội nghị cao cấp Almaz Market, đường Hoa Lan, khu đô thị Vinhomes Riverside, phường Phúc Lợi, quận Long Biên, Hà Nội.

## Tài chính
Dự án có tổng vốn đầu tư 4.700 tỷ đồng; trong đó vốn chủ sở hữu là 1.300 tỷ đồng, vốn vay và vốn huy động hợp pháp khác là 3.400 tỷ đồng. Thời gian hoạt động của dự án là 50 năm.
Tới thời điểm hiện tại, về nguồn vốn góp chủ sở hữu, Vinpearl Air có 3 cổ đông góp vốn là CTCP Vinpearl góp 1.040 tỷ đồng, chiếm 80% vốn điều lệ, ông Phạm Khắc Phương góp 195 tỷ đồng chiếm 15% vốn điều lệ, ông Hoàng Quốc Thủy góp 65 tỷ đồng chiếm 5% vốn điều lệ. Bộ Tài chính cho biết báo cáo kiểm toán năm 2018 của CTCP Vinpearl, đơn vị nắm giữ 80% vốn điều lệ Vinpearl Air cho thấy Công ty Cổ phần Vinpearl đang có nghĩa vụ thanh toán công nợ rất lớn, điều này có thể dẫn đến rủi ro trong việc thực hiện nghĩa vụ theo cam kết hỗ trợ tài chính đối với Công ty cổ phần Vinpearl Air.
Đại diện pháp luật kiêm chủ tịch HĐQT là bà Nguyễn Thanh Hương.

## Vận hành
Hãng dự kiến vận hành vào tháng 7 năm 2020 với sân bay chính là sân bay quốc tế Nội Bài. Khi bắt đầu hoạt động, Vinpearl Air sẽ đồng thời thuê khô (không tổ lái) và thuê ướt (có tổ lái) tàu bay. Bắt đầu với đội bay gồm 6 máy bay thân hẹp, trung bình hãng sẽ tăng khai thác thêm 6 máy bay/năm và đến năm 2024 đội bay của hãng sẽ đạt 30 chiếc (bao gồm 21 máy bay thân hẹp và 9 máy bay thân rộng). Đến năm 2026, con số dự kiến là 42 chiếc.

### Chỗ đậu tàu bay
Vinpearl Air dự kiến dùng cảng Nội Bài làm sân bay căn cứ và dự kiến đỗ tàu qua đêm trong năm đầu tiên khai thác (2020) tại Nội Bài 2 tàu bay và tại Cam Ranh, Cát Bi, Đà Nẵng và Vân Đồn mỗi cảng 1 tàu bay. Tuy nhiên, đối với giai đoạn sau 2020, Nội Bài sẽ hết vị trí đỗ và Tân Sơn Nhất cũng không còn vị trí đỗ tàu bay, slot khai thác trong giai đoạn đến năm 2022.

### Tuyên bố đóng cửa
Ngày 14/01/2020, Tập đoàn Vingroup khẳng định rút khỏi lĩnh vực kinh doanh vận tải hàng không, đóng cửa Vinpearl Air khi chưa một lần cất cánh.

## Trường Đào tạo nhân lực kỹ thuật cao ngành hàng không VinAviation
Mặc du tuyên bố hãng sẽ đóng cửa, tuy nhiên Trường Đào tạo nhân lực kĩ thuật cao ngành Hàng không - VinAviation vẫn sẽ tiếp tục hoạt động, duy trì hoạt động theo cam kết với các học viên. Trước đó, ngày 24/7/2019, tập đoàn Vingroup công bố hợp tác với tập đoàn CAE (Canada) trong việc đào tạo phi công, kỹ thuật bay và các nhân sự khác trong lĩnh vực hàng không.